# Huerta de Valencia
Die Horta von Valencia (valencianisch: L’Horta de València; spanisch: Huerta de Valencia) ist eine historische Comarca und ein Stadtgebiet der Valencianischen Gemeinschaft. Die Horta von Valencia besteht aus Valencia und den drei Comarcas Horta Nord, Horta Sud und Horta Oest.